# Zoran Antonijević
Zoran Antonijević (Belgrado, 20 ottobre 1945 – Belgrado, 5 febbraio 2008) è stato un calciatore jugoslavo, di ruolo centrocampista o difensore.

## Carriera

### Club
Vanta 23 presenze e 7 marcature nelle competizioni UEFA per club.

### Nazionale
Il 18 novembre 1970 esordisce in nazionale contro la Germania Ovest (2-0).

## Palmarès

### =Competizioni nazionali
- Campionato jugoslavo: 4

Stella Rossa: 1967-1968, 1968-1969, 1969-1970, 1972-1973
- Coppa di Jugoslavia: 3

Stella Rossa: 1967-1968, 1969-1970, 1970-1971
- Ljetna liga prvaka: 1

Stella Rossa: 1971

#### Competizioni internazionali
- Coppa Mitropa: 1

Stella Rossa: 1967-1968